# Ginevra (ciclo arturiano)
Ginevra (in gallese Gwenhwyfar; in bretone Gwenivar; in cornico Gwynnever; in inglese Guenevere; in latino Wenebara) era la leggendaria regina consorte di re Artù.
Nei racconti e nel folklore, si narra spesso della sua infelice storia d'amore con Lancillotto. Questa storia appare per la prima volta nell'opera di Chrétien de Troyes, Lancillotto o il cavaliere della carretta, e riappare come motivo ricorrente in numerose opere che trattano il ciclo arturiano, a partire dai primi del secolo 13°, fino ad arrivare al romanzo di Thomas Malory, La morte di Artù. Molto spesso, il tradimento della regina di Camelot e del cavaliere della Tavola Rotonda sono stati considerati come la rovina stessa del regno.

## Origine del nome
La forma gallese del nome, Gwenhwyfar, che sembra essere affine con il nome Findabair irlandese, può essere tradotto come "l'incantatrice bianca", o in alternativa "la fata bianca/il fantasma bianco", e non si esclude un collegamento con il mondo celtico. Alcuni hanno suggerito che il nome potrebbe derivare da "Gwenhwy-fawr" o "Gwenhwy la Grande", che contrasta il carattere di "Gwenhwy-fach", "Gwenhwy la piccola"; Gwenhwyfach appare nella letteratura gallese come sorella di Ginevra, ma nella sua edizione delle "Triadi gallesi", Rachel Bromwich afferma che questa è un'etimologia poco probabile. Goffredo di Monmouth, che per primo conia il nome Merlino, rende il suo nome in latino (anche se ci sono variazioni ortografiche, di cui molte si trovano nei suoi vari manoscritti, tra cui quelli della Historia Regum Britanniae). Giraldus Cambrensis la chiama "Wenneuereia". Il nome così come lo leggiamo oggi entra in gioco solo nel XV secolo. Il nome in inglese moderno è scritto Jennifer, dal linguaggio della Cornovaglia.

## Il personaggio
Ginevra è una fanciulla di straordinaria bellezza, molto gentile e generosa citata in diverse opere del ciclo arturiano, con lineamenti raffinati, carnagione diafana, lunghi capelli scuri, occhi verdi e ben proporzionata. Figlia di re Leodegrance, aveva affascinato Artù, che l'aveva chiesta in sposa, ma, contemporaneamente, era rimasta affascinata da Lancillotto.
L'illecito e tragico amore tra Lancillotto e la bella Ginevra, che rompe l'equilibrio di Camelot (diventando una delle cause della sua caduta), fu uno dei simboli dell'amor cortese medioevale. È celebre, per esempio, la citazione dantesca di "Lancilotto e Ginevra" nel canto di Paolo e Francesca della Divina Commedia.

## Nella cultura di massa
- In Le nebbie di Avalon di Marion Zimmer Bradley è uno dei personaggi principali e, come da tradizione, è moglie di Artù e amante di Lancillotto.
- Nella serie televisiva Merlin della BBC è la serva personale di Morgana, grande amica di Merlino ed è innamorata di Artù, pur provando qualcosa per Lancillotto.
- Nel film King Arthur del 2004, versione insolita della leggenda di Artù, Ginevra è innamorata di Artù, ma si sposa con lui solo dopo la morte di Lancillotto.

## Omonimia
Con lo stesso nome viene identificata una figura femminile dell'Orlando furioso, principessa di Scozia.

## Adattamenti

### Film
- Lancillotto e Ginevra, diretto da Robert Bresson, 1974
- Excalibur, regia di John Boorman, 1981
- Il grande amore di Ginevra, diretto da Jud Taylor, 1994
- Il primo cavaliere, regia di Jerry Zucker, 1995
- Le nebbie di Avalon, regia di Uli Edel, 2001
- King Arthur, regia di Antoine Fuqua, 2004
- Merlin, serie televisiva del 2008
- Camelot, serie televisiva del 2011
- King Arthur - Il potere della spada, diretto da Guy Ritchie, 2017

### Romanzi
- Le nebbie di Avalon (The Mists of Avalon), Marion Zimmer Bradley, 1983
- Il romanzo di Excalibur (The Warlord Chronicles), Bernard Cornwell, 1995
- La caduta di Artù (The fall of Arthur), J. R. R. Tolkien, 2013
- Il mago M. (L'Enchanteur), René Barjavel, 2019.